# 480-km-Rennen von Montreal 1990

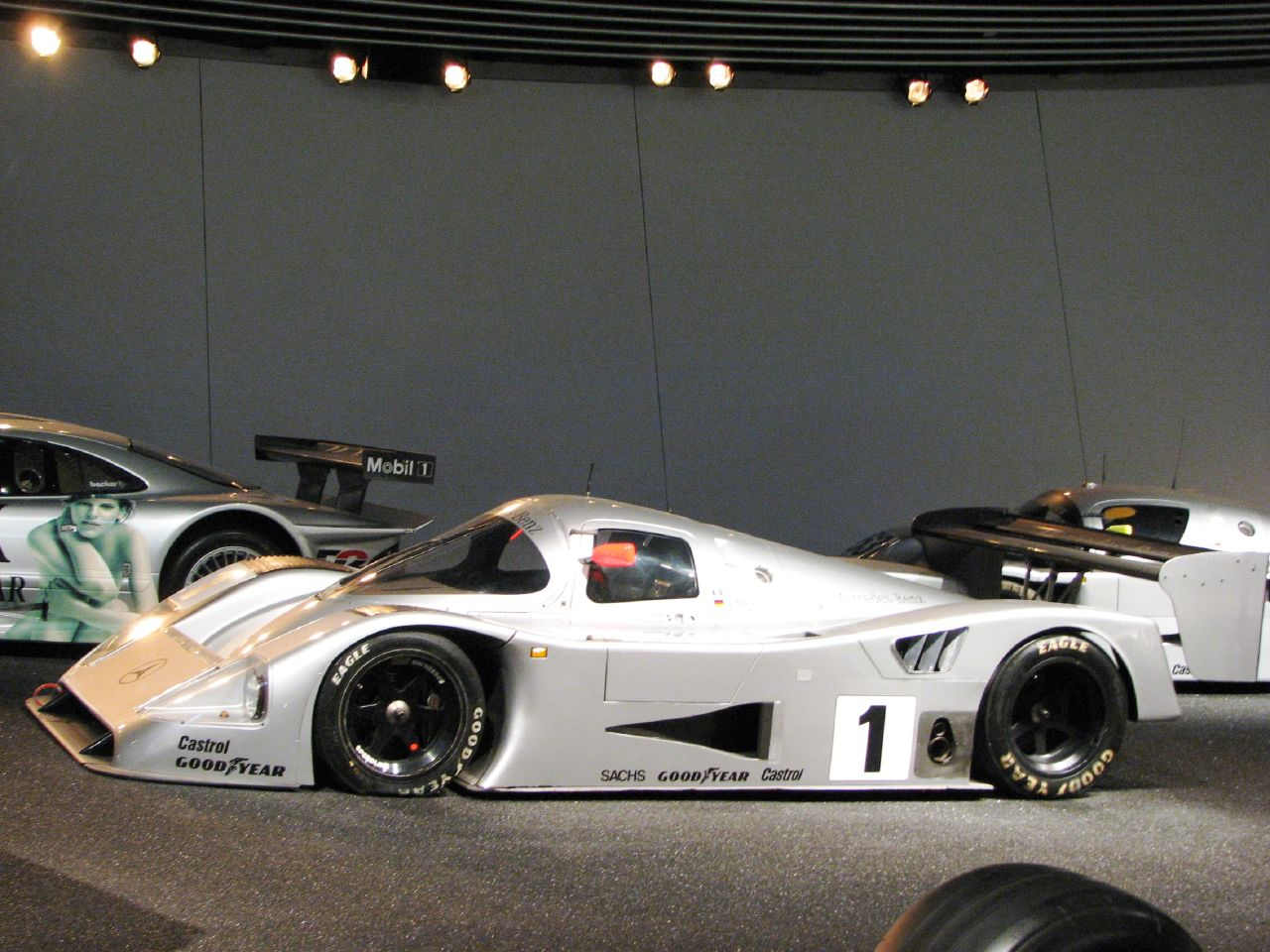
Mercedes-Benz C11, Siegerwagen von Jean-Louis Schlesser und Mauro Baldi

Das 480-km-Rennen von Montreal 1990 auch Player's Ltée Mondial Montréal (World Sports Prototype Championship), Circuit Gilles Villeneuve, lIIe de Notre Dame, Montreal, Quebec, fand am 23. September auf dem Circuit Gilles-Villeneuve statt und war der achte Wertungslauf der Sportwagen-Weltmeisterschaft dieses Jahres.

## Das Rennen
Ein schwerer Unfall von Jesús Pareja überschattete den vorletzten Wertungslauf der Weltmeisterschaft. Nach knapp einem Renndrittel riss ein Jaguar XJR-11 einen Kanaldeckel aus seiner Verankerung und wirbelte ihn in die Luft. Der nachfolgende Pareja im von Brun Motorsport gemeldeten Porsche 962C konnte dem Deckel nicht mehr ausweichen; dieser durchschlug die Windschutzscheibe des Porsche und in Folge den Tank. Der Porsche prallte in Fahrtrichtung links in eine Mauer und ging in Flammen auf. Wie durch ein Wunder blieb Pareja bis auf ein paar blaue Flecken so gut wie unverletzt. Obwohl das Cockpit sehr eng war, verfehlte der Kanaldeckel den Fahrer um Millimeter. Rasch eingreifende Streckenposten öffneten die Fahrertür und befreiten Pareja aus dem brennenden Wagen.
Die Rennleitung brach das Rennen nach einer Fahrzeit von 1:44:42,012 Stunden ab. Zu diesem Zeitpunkt führten Jean-Louis Schlesser und Mauro Baldi im Mercedes-Benz C11, die ihren vierten Gesamtsieg in Folge einfuhren. Vor dem Hintergrund des Unfalls verblasste das Renndebüt des Peugeot 905. Keke Rosberg und Jean-Pierre Jabouille fuhren den Wagen mit der 44, der nach 22 gefahrenen Runden mit einem Defekt an der Benzinpumpe ausschied.

## Ergebnisse

### Schlussklassement
| 1                  | C1 | 1   | Team Sauber-Mercedes             | Jean-Louis Schlesser Mauro Baldi              | Mercedes-Benz C11 | 61  |
| 2                  | C1 | 23  | Nissan Motorsports International | Julian Bailey Mark Blundell                   | Nissan R90CK      | 61  |
| 3                  | C1 | 14  | Richard Lloyd Racing             | Manuel Reuter                                 | Porsche 962C GTi  | 61  |
| 4                  | C1 | 10  | Porsche Kremer Racing            | Bernd Schneider                               | Porsche 962 CK6   | 61  |
| 5                  | C1 | 24  | Nissan Motorsports International | Kenny Acheson                                 | Nissan R90CK      | 61  |
| 6                  | C1 | 7   | Joest Porsche Racing             | Bob Wollek Frank Jelinski                     | Porsche 962C      | 61  |
| 7                  | C1 | 37T | Toyota Team Tom's                | Geoff Lees John Watson                        | Toyota 90C-V      | 60  |
| 8                  | C1 | 8   | Joest Porsche Racing             | Jonathan Palmer Hans-Joachim Stuck            | Porsche 962C      | 60  |
| 9                  | C1 | 2   | Team Sauber-Mercedes             | Jochen Mass Karl Wendlinger                   | Mercedes-Benz C11 | 60  |
| 10                 | C1 | 26  | Obermaier Racing                 | Harald Grohs                                  | Porsche 962C      | 59  |
| 11                 | C1 | 29  | Chamberlain Engineering          | Richard Piper                                 | Spice SE89C       | 59  |
| 12                 | C1 | 9   | Joest Porsche Racing             | Louis Krages Henri Pescarolo                  | Porsche 962C      | 59  |
| 13                 | C1 | 36  | Toyota Team Tom's                | Johnny Dumfries Roberto Ravaglia              | Toyota 90C-V      | 59  |
| 14                 | C1 | 27  | Obermaier Racing                 | Otto Altenbach                                | Porsche 962C      | 58  |
| 15                 | C1 | 34  | Equipe Alméras Freres            | Jacques Alméras Jean-Marie Alméras            | Porsche 962C      | 57  |
| 16                 | C1 | 39  | Swiss Team Salamin               | Antoine Salamin Max Cohen-Olivar              | Porsche 962C      | 56  |
| 17                 | C1 | 22  | Spice Engineering                | Wayne Taylor Fermín Vélez                     | Spice SE90C       | 55  |
| 18                 | C1 | 32  | Konrad Motorsport                | Franz Konrad Harri Toivonen                   | Porsche 962C      | 52  |
| Ausgefallen        |    |     |                                  |                                               |                   |     |
| 19                 | C1 | 15  | Brun Motorsport                  | Oscar Larrauri Harald Huysman                 | Porsche 962C      | 59  |
| 20                 | C1 | 3   | Silk Cut Jaguar                  | Martin Brundle Jan Lammers                    | Jaguar XJR-11     | 119 |
| 21                 | C1 | 17  | Brun Motorsport                  | Bernard Santal Jesús Pareja                   | Porsche 962C      | 58  |
| 22                 | C1 | 12  | Courage Compétition              | Denis Morin Bernard Thuner                    | Cougar C24S       | 56  |
| 23                 | C1 | 13  | Courage Compétition              | Pascal Fabre Michel Trollé                    | Cougar C24S       | 46  |
| 24                 | C1 | 4   | Silk Cut Jaguar                  | Davy Jones Andy Wallace                       | Jaguar XJR-11     | 37  |
| 25                 | C1 | 20  | Team Davey                       | Tim Lee-Davey                                 | Porsche 962C      | 30  |
| 26                 | C1 | 30  | G.P. Motorsport                  | Beppe Gabbiani                                | Spice SE90C       | 23  |
| 27                 | C1 | 16  | Brun Motorsport                  | Walter Brun Jesús Pareja                      | Porsche 962C      | 22  |
| 28                 | C1 | 44  | Peugeot Talbot Sport             | Keke Rosberg Jean-Pierre Jabouille            | Peugeot 905       | 22  |
| 29                 | C1 | 41  | Alba Formula Team                | Giorgio Francia                               | Alba AR20         | 8   |
| 30                 | C1 | 35  | Louis Descartes                  | François Migault Luigi Taverna                | ALD C289          | 3   |
| Nicht gestartet    |    |     |                                  |                                               |                   |     |
| 31                 | C1 | 21  | Spice Engineering                | Wayne Taylor Fermín Vélez Bruno Giacomelli    | Spice SE90C       | 1   |
| 32                 | C1 | 28  | Chamberlain Engineering          | Nick Adams Charles Zwolsman senior            | Spice SE89C       | 2   |
| 33                 | C1 | 2T  | Team Sauber-Mercedes             | Jean-Louis Schlesser Mauro Baldi              | Mercedes-Benz C11 | 3   |
| 34                 | C1 | 2   | Toyota Team Tom's                | Geoff Lees John Watson                        | Toyota 90C-V      | 4   |
| 35                 | C1 | 44T | Peugeot Talbot Sport             | Keke Rosberg Jean-Pierre Jabouille            | Peugeot 905       | 5   |
| 36                 | C1 | 19  | Team Davey                       | Tim Lee-Davey Mercedes Stermitz Desiré Wilson | Porsche 961C      | 6   |
| Nicht qualifiziert |    |     |                                  |                                               |                   |     |
| 37                 | C1 | 40  | The Berkeley Team London         | Pasquale Barberio Ranieri Randaccio           | Spice SE89C       | 7   |

1 zurückgezogen
2 zurückgezogen
3 Ersatzwagen
4 fuhren den Ersatzwagen
5 Ersatzwagen
6 nicht gestartet
7 nicht qualifiziert

### Nur in der Meldeliste
Zu diesem Rennen sind keine weiteren Meldungen bekannt.

### Klassensieger
| Klasse | Fahrer               | Fahrer      | Fahrzeug          | Platzierung im Gesamtklassement |
| ------ | -------------------- | ----------- | ----------------- | ------------------------------- |
| C1     | Jean-Louis Schlesser | Mauro Baldi | Mercedes-Benz C11 | Gesamtsieg                      |

### Renndaten
- Gemeldet: 37
- Gestartet: 30
- Gewertet: 18
- Rennklassen: 1
- Zuschauer: 16.300
- Wetter am Renntag: kalt und wolkig
- Streckenlänge: 4,390 km
- Fahrzeit des Siegerteams: 1:44:42,012 Stunden
- Gesamtrunden des Siegerteams: 61
- Gesamtdistanz des Siegerteams: 267,803 km
- Siegerschnitt: 153,469 km/h
- Pole Position: Jean-Louis Schlesser – Mercedes-Benz C11 (#1) – 1:25,407 = 185,052 km/h
- Schnellste Rennrunde: Mauro Baldi – Mercedes-Benz C11 (#1) – 1:28,725 = 178,123 km/h
- Rennserie: 8. Lauf zur Sportwagen-Weltmeisterschaft 1990